# Emoia brongersmai
Espèce
Emoia brongersmai est une espèce de sauriens de la famille des Scincidae.

## Répartition
Cette espèce est endémique de Nouvelle-Guinée. Elle se rencontre en Papouasie-Nouvelle-Guinée et en Nouvelle-Guinée occidentale en Indonésie.

## Étymologie
Cette espèce est nommée en l'honneur de Leo Daniël Brongersma.

## Publication originale
- Brown, 1991  : Lizards of the genus Emoia (Scincidae) with observations on their evolution and biogeography.  Memoirs Of The California Academy Of Sciences, vol. 15, p. 1-94 (texte intégral).